# Code Gray: Ethical Dilemmas in Nursing
Code Gray Ethical Dilemmas in Nursing (frei übersetzt Code Gray: Ethische Dilemmata in der Krankenpflege) ist ein US-amerikanischer Dokumentar-Kurzfilm von Joan Sawyer aus dem Jahr 1984, der für einen Oscar nominiert war.

## Inhalt
Im Film geht es um die Schwierigkeiten und Herausforderungen, mit denen Krankenschwestern und Krankenpfleger in Krankenhäusern und Pflegeheimen konfrontiert sind, während sie Patienten behandeln und versuchen, die ethischsten und menschlichsten Wege zu finden, um deren Gesundheit in heiklen Situationen zu erhalten, in denen wenig oder so gut wie nichts getan werden kann. Der Film folgt vier Fällen des Code Gray, eines Kodexes, der für Patienten entwickelt wurde, die sich in kritischen Situationen befinden.  
Beispielhaft werden in den einzelnen Episoden tatsächliche Situationen aufgegriffen, in denen Pflegekräfte vor schwierige ethische Entscheidungen gestellt werden. In schwierigen Situationen sind sie mit den oft widersprüchlichen Ansichten von Patienten, Familienmitgliedern und Krankenhauspersonal konfrontiert und gezwungen abzuwägen, was für ihre Patienten das Beste sein könnte.
Im ersten Fall geht es um ein Neugeborenes im Children’s Hospital Medical Center in Boston, Massachusetts, das so todkrank zur Welt gekommen ist, dass seine Überlebenschancen nur sehr gering sind. Das Pflegepersonal muss nun darüber befinden, welche Pflegestufe für den Säugling die beste ist. Welche Temperatur im Brutkasten ist die richtige für das Baby und wie bewerkstelligt man es, ihm Nahrung einzuflößen, da das Neugeborene diese verweigert. 
Im zweiten Fall muss das Pflegepersonal im Eastwood Pines Nursing Home Gardner in Massachusetts sich damit auseinandersetzen, ob es den Willen eines Patienten respektiert oder ihn festbinden muss, um weiteren Verletzungen vorzubeugen. Es geht um eine alte Dame, die sich frei bewegen möchte, aber zu gebrechlich ist, sodass ihr Knochenbrüche drohen. Das Pflegepersonal muss nun eine für alle zufriedenstellende Lösung finden. Ähnlich verhält es sich auch mit einem gewalttätigen Patienten, der einen psychischen Knacks hat und bei jeder Gelegenheit losschreit. Auch hier muss das Pflegepersonal einen Weg finden, wie mit dem Mann umzugehen ist.

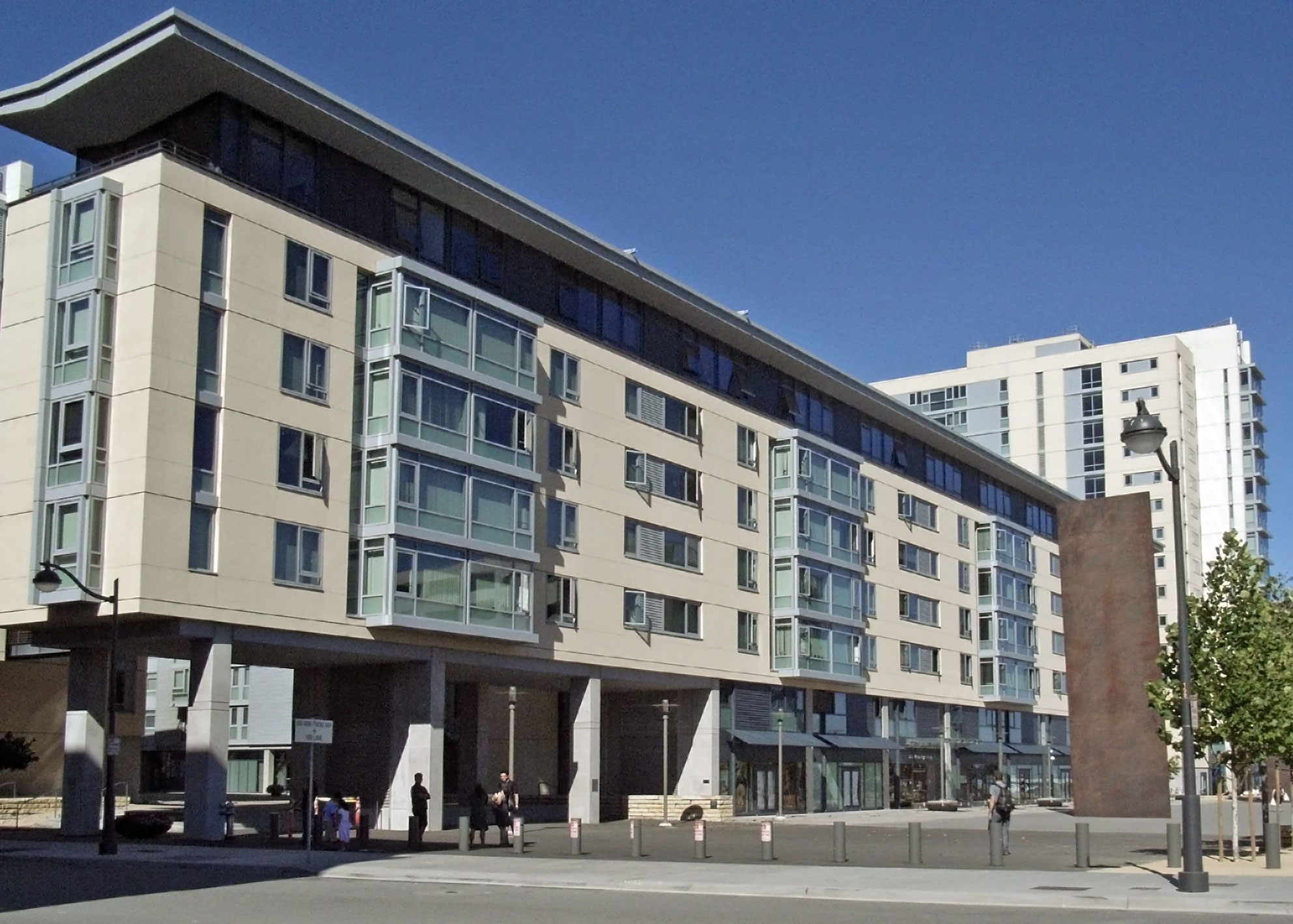
University of California, San Francisco (UCSF) – Mission Bay Campus

Der dritte Fall, der im University of California, San Francisco, Medical Center in San Francisco in Kalifornien spielt, setzt sich allgemein mit den Entscheidungen von Pflegekräften auf Intensivstationen auseinander, die täglich Entscheidungen über die Zuteilung von Pflegeressourcen treffen und über Bettenverteilung nach den Grundsätzen der Gerechtigkeit entscheiden müssen. Auch eine Abstimmung mit behandelnden Ärzten ist notwendig. Und dann sind da noch die Familienangehörigen, die auch ein Wort mitreden wollen. 
Im vierten Fall steht eine Krankenschwester des UCSF Medical Centers, die einen unheilbar kranken Patienten pflegt, vor einem Konflikt zwischen der Treue zu ihrer Verpflichtung, das Leiden bei Patienten zu lindern, und ihrem Versprechen, das sie der Familie des Patienten gegeben hat. Die Krankenschwestern unterhalten sich darüber, was sie durchmachen und über Wege, wie sie ihren Patienten noch ein wenig Lebensqualität geben können, auch wenn es kaum noch Hilfe gibt. Manche der Pflegekräfte sind so ausgelaugt, dass sie erwägen, ihren Job zu kündigen, weil sie einfach nicht mehr können.

## Produktionsnotizen
Die Dreharbeiten für den Film fanden in San Francisco in Kalifornien statt. Produziert und vertrieben wurde der Film von Fanlight Productions. Als Ratgeber standen Karen Wolf, RN, PhD und Susan Reverby, PhD dem Filmteam zur Seite. Das Projekt wurde durch Zuschüsse der Massachusetts Foundation for Humanities and Public Policy ermöglicht. Der Film ist Teil des National Endowment for the Humanities und von California Council for the Humanities.

## Kritik
Mila Ann Aroskar von Society for Health & Human Values schrieb, dies sei ein fesselnder Film über die Realität der Pflege in einer technologisch komplexen Welt, in der die Menschlichkeit von Patienten und Pflegekräften oft gefährdet sei.
In der Booklist hieß es, der Film erkenne die schwierige Entscheidungsfindung im Hier und Jetzt am Krankenbett, die Pflegekräfte routinemäßig schultern müssten und beleuchte einfühlsam die verborgenen Verantwortlichkeiten der Pflege.

## Auszeichnungen (Auswahl)
- Academy Awards 1985: Nominiert für einen Oscar Ben Achtenberg und Joan Sawyer in der Kategorie „Bester Dokumentar-Kurzfilm“
- Erster Preis beim Internationalen Filmfestival in San Francisco
- CINE Golden Eagle
- Erster Preis des American Journal of Nursing
- Erster Preis Assn. für Intensivpflege
- Red Ribbon beim American Filmfestival
- Auszeichnungen der American Academy of Nursing
- Assn. für Praxis und Berufsethik
- Sima Theta Tau[2]